# Corrado Taliani
Corrado Taliani (* 1930 in Fano) ist ein italienischer Diplomat im Ruhestand.

## Werdegang
1955 trat  er in den Auswärtigen Dienst und wurde in Paris, Tokio, London und Wien beschäftigt.
1982 wurde er mit Abrüstungsvereinbarungen beschäftigt.
Vom 18. April 1983 bis 2. Februar 1986 war er Botschafter in Tel Aviv.
Am 2. Februar 1986 löste er Bartolomeo Attolico, der zum Botschafter in Tokio ernannt worden war, als Leiter der Abteilung Kultur im Außenministerium ab.
Von 1992 bis 1995 war er Ständiger Vertreter der Regierung in Rom bei den Institutionen der Vereinten Nationen im Vienna International Centre.
| Vorgänger            | Amt                                                                                          | Nachfolger                     |
| -------------------- | -------------------------------------------------------------------------------------------- | ------------------------------ |
| Girolamo Nisio       | Italienischer Botschafter in Tel Aviv 1983–1986                                              | Giovanni Dominedò              |
| Massimiliano Bandini | Ständiger Vertreter der italienischen Regierung bei den Vereinten Nationen in Wien 1992–1995 | Maria Assunta Accili Sabbatini |